# Roman Moldovan
Roman Moldovan (n. 14 decembrie 1911, Daia (Apold), Mureș – d. 17 noiembrie 1996, București) a fost un politician comunist, economist și sociolog român, membru titular al Academiei Române.   A fost primul Rector al Academiei de Științe Economice.

## Studii
Academia de Înalte Studii Comerciale și Industriale, București,  absolvită în 1936.
Doctor în Economie și Statistică în 1940 cu teza Formarea și mișcarea capitalurilor în România în perioada 1925-1938, sub conducerea Prof. Virgil Madgearu.

## Titluri academice
1954 primește titlul de Doctor Docent în Științe Economice
1963 devine Membru corespondent al Academiei Române
1990 devine Membru titular al Academiei Române

## Activitatea profesională
Activitatea de cercetare științifică, publicistică și didactică în domeniul studiului fenomenului economic și sociologic:
Activează în învățământul superior economic și devine Profesor titular (1948) și apoi conducător de doctorate în specialitatea „Statistică Economică”.
A fost primul Rector al Academiei de Știinte Economice și apoi Decan al Facultății de Statistică Economică.
A fost director al Institutului de Cercetări Economice al Academiei Române (1959-1964).
A participat în calitate de conducător sau ca membru în delegații la colocvii, conferințe sau seminarii internaționale: Geneva (1963), Varna (1970), București (1971, 1972).
A fost mulți ani membru activ și, în ultimii ani ai vieții, membru onorific în conducerea Centrului European de Coordonare a Cercetării și Documentării în Știintele Sociale, cu sediul la Viena.
A publicat un număr de peste 200 lucrări științifice și didactice.

## Activitatea administrativă
A desfășurat o bogată activitate administrativă în instituții ale statului român: 
- Institutul pentru Conjunctură Economică (1937-1940), Referent.
- Direcția Centrală de Statistică (1941-1943), Referent.
- Comisariatul General al Prețurilor (1943-1948), Director, apoi Director general.
- Ministerul Comerțului (1948-1949), Secretar general.
- Comitetul de Stat al Planificării (1949-1965) unde a fost pe rând, Membru în Comitet, Vicepreședinte, Prim vicepreședinte, Președinte.
- Consiliul National al Cercetării Științifice (1965-1967), Președinte.
- Consiliului de Miniștri, (1965-1967), Vicepreședinte.
- Comitetul de Prețuri (1967-1969), Președinte.
- Consiliul Economic (1969-1970), Președinte.
- Academia de Științe Sociale si Politice (1970-1989), Vicepreședinte.
- Comisia Națională de Demografie (1971-1972), Președinte.
- Camera de Comerț și Industrie (1972-1976), Președinte.
- Vicepreședinte al Consiliului de Conducere și Administrație al Fundației Elias (1970–1996).
- Președinte de onoare al Asociației Generale a Economiștilor din România (1990-1996).
- Director al Institutului de Cercetări Economice al Academiei Române.

## Demnități politice
Membru al Consiliului de Stat al R.P.R. (1961-1965) și R.S.R.(1969-1975).
Membru al C.C. al P.C.R. (1965-1979).
Decorat cu importante Ordine ale Statului Român.

## Date personale
A fost căsătorit cu Elena Moldovan, cadru didactic.
A avut 3 fiice – Rodica Moldovan, cercetător științific, doctor în fizică; Marta Marina Vlad, profesor și compozitor; Ioana Moldovan, medic specialist reumatolog și medicină generală.
A iubit muzica și poezia, având preferințe pentru Mihai Eminescu, Tudor Arghezi și Serghei Esenin.
A practicat schiul și ascensiunile montane.
Cunoștea limbile germană, franceză și engleză.

## Distincții
- Ordinul „Steaua Republicii Populare Romîne” clasa a IV-a (30 decembrie 1957) „cu ocazia celei de a zecea aniversări a proclamării Republicii Populare Romîne și pentru merite deosebite în îndeplinirea sarcinilor date de Partidul Muncitoresc Romîn, pentru merite deosebite pe tărîmul construcției de stat, economice, sociale, culturale și obștești”[2]
- Ordinul „23 August” clasa a IV-a (12 august 1959) „pentru merite deosebite în opera de construire a socialismului”[3]
- Medalia „40 de ani de la înființarea Partidului Comunist din Romînia” (6 mai 1961) „pentru merite în activitatea de partid și întărirea regimului democrat-popular”[4]
- Ordinul „Steaua Republicii Populare Romîne” clasa a II-a (18 august 1964) „pentru merite deosebite în opera de construire a socialismului, cu prilejul celei de a XX-a aniversări a eliberării patriei”[5]
- Ordinul „Tudor Vladimirescu” clasa a II-a (30 aprilie 1966) „cu prilejul celei de-a 45-a aniversări de la înființarea Partidului Partidului Comunist din România, pentru merite deosebite în opera de construire a socialismului”[6]
- Ordinul „Meritul Științific” clasa I (26 septembrie 1966) „pentru merite deosebite în activitatea științifică, cu prilejul Centenarului Academiei Republicii Socialiste România”[7]
- Ordinul „23 August” clasa a II-a (4 mai 1971) „cu prilejul aniversării a 50 de ani de la constituirea Partidului Comunist Român, [...] pentru activitate îndelungată în mișcarea muncitorească și merite deosebite în opera de construire a socialismului”[8]

## Lista principalelor lucrări științifice
Suprapopularea rurală și consecințele ei. Țara de mâine, Cluj, I 1935, nr.5, p. 76-78.
Neo-fiziocratism. Țara de mâine, Cluj, II 1936, nr.1, p. 14-15.
W.Sonbart. Sociologie: Was wie ist, was sie sein sollte. Berlin, 1936, p. 31 (recenzie). Buletinul Bibliotecii II, 1936, nr.4, p. 43-44.
Populația și mișcarea ei. Independența economică XX, 1937, nr.9-10. p. 303-305.
Mișcarea prețurilor în 1937. Prezentul III, 1937 (24 Decembrie), p. 9.
Colaborare la redactarea publicației „Conjunctura Economiei Românești”, Buletinul trimestrial III,1938, nr.1, p. 91, p. 93, p. 97, p. 159.
Colaborare la redactarea publicației „Conjunctura Economiei Românești”, Buletinul trimestrial, 1939, nr.1-4.
Formarea și mișcarea capitalurilor din România în perioada 1925-1938. București, 1940. Teză de doctorat.
Fazele prin care a trecut regimul prețurilor. Excelsior VI, 1941, nr.22, p. 1
Dependența nivelurilor prețurilor interne de nivelul prețurilor externe. Excelsior VI, 1941, nr.48-49, p. 3
Relații între prețuri si suprafețele însămânțate. Excelsior VI, 1941, nr.50, p. 3
Viața economică a comunei Suseni. Sociologia Românească IV, 1942, nr.7-12, p. 443-457.
Problema echilibrului între prețuri. Excelsior VII, 1942, nr.103, p. 1
Problema trecerii la economia de pace. Excelsior VIII, 1943, nr.141, p. 1
Venitul național. Discuții în legătură cu definirea conceptului și lămurirea problemelor ridicate de metoda de calcul. Economia Română XXV, 1943, nr.9-10, p. 31-42
Trăsăturile caracteristice ale politicii prețurilor practicate în România. Economia Română XXV, 1943, nr.11-12, p. 70-85.
Formarea și mișcarea capitalului. Enciclopedia României IV, 1943, p. 904, 914.
Bunurile de consum. Enciclopedia României IV, 1943, p. 915-927.
Circulația cambială în România. Tipografia Remus Cioflec, București, 1944, 16 p.
Trăsăturile caracteristice ale politicii prețurilor practicate în România, București, 1944, 18 p.
Codul legislației prețurilor. Metoda de calcul a prețurilor, Reglementarea circulației mărfurilor. București, 1945, 290 p.
Planificarea locală – o nouă etapă  în dezvoltarea conducerii planificate a economiei naționale. Probleme economice IV, 1951, nr.9, p. 170-183.
Statistica economică. Sub redacția Prof. R. Moldovan. București, Editura Științifică, 1956. 501 p.
Valoare, prețuri și unele probleme actuale ale statisticii. Revista de statistică VII, 1958, p. 8-17.
Planificarea economiei naționale și folosirea metodelor matematice. Probleme economice, 1962, nr.3, p. 22-32.
Știința și tehnica în slujba regiunilor slab dezvoltate. Dezvoltarea complexă și multilaterală a economiei naționale. În volumul Dezvoltarea economică a României 1944-1964 – Editura Academiei, București, 1964, redactor responsabil al lucrării.
Dezvoltarea economică a regiunilor relativ ramase în urmă în trecut. În volumul Industria  României 1944-1964 – Editura Academiei, 1964, membru al colegiului de redacție al lucrării.
Participarea oamenilor muncii la conducerea economiei. Viața economică, București, 20 august 1965.
Sociologia – instrument de analiză a societății contemporane. Scânteia, 15 octombrie 1970.
Modele de corelații  între fondul de acumulare si fondul de consum pentru prognozarea dezvoltării economiei românesti. Probleme economice nr.3, 1972
Planificarea și sociologia. În volumul Cercetări multidisciplinare și interdisciplinare. Originea, dezvoltarea și perspectivele lor – Editura Academiei,  București, 1972.
Prognoza social – economică. În volumul Prognoza sociologică – Editura Științifică,  București, 1972.
Corelația între previziune și acțiune, caracteristica esentială a planificării. A III-a Conferință Mondială de cercetare a viitorului, București, 1972.
Viziunea prospectivă – o componentă a conducerii științifice a societății. Viața economică, București, 15 septembrie 1972.
Relațiile economice externe ca element de potențare a factorilor interni în dezvoltarea social – economică. Viitorul Social nr.1/1979.
Entropia si creșterea economică.  Revista economică nr.44/1979.
On entropy and the economic growth. Revue Roumaine des Sciences Sociales, Serie Sciences Economiques, nr.2/ Dec.1980.
Dialogul Nord – Sud. Revista economică, nr.52/1982.
Etape și tendințe în studiul viitorului. Memoriile secțiilor științifice ale Academiei. Fascicolul Economie, Sociologie, Cibernetică, Editura Academiei, București, 1982.
Studii de istorie economică. Contribuții la caracterizarea dezvoltarii forțelor de producție din România, în perioada dintre cele două războaie mondiale. Editura Academiei, București, 1983, 192 p.
Etape și  tendințe în studiul viitorului. Memoriile secțiilor științifice ale Academiei. Fascicolul Economie, Sociologie, Cibernetică, Editura Academiei, București, 1985.
Școli, curente, economiști. Considerații din perioada interbelică privind dezvoltarea economiei românești. Partea I-a. Revista economică nr.37/1988.  Partea a II-a. Revista economică nr.38/1988.  Partea a III-a. Revista economică nr.39/1988.